# Saosjorny
Saosjorny (russisch Заозёрный; auch Saoserny) ist eine Stadt in der Region Krasnojarsk (Russland) mit 10.681 Einwohnern (Stand 14. Oktober 2010).

## Geographie
Die Stadt liegt am Nordrand des Ostsajan, etwa 170 km östlich der Regionshauptstadt Krasnojarsk, an der Barga, einem kleinen linken Nebenfluss des wiederum in den Jenissei mündenden Kan.
Die Stadt Saosjorny ist Verwaltungszentrum des Rajons Rybnoje.
Saosjorny liegt an der Transsibirischen Eisenbahn (Station Saosjornaja, Streckenkilometer 4264 ab Moskau). Hier zweigen Güterverkehrs-Stichstrecken zur knapp 20 Kilometer nordwestlich gelegenen „geschlossenen Stadt“ Selenogorsk sowie zu den sich südöstlich erstreckenden Braunkohlentagebauen um Borodino ab.

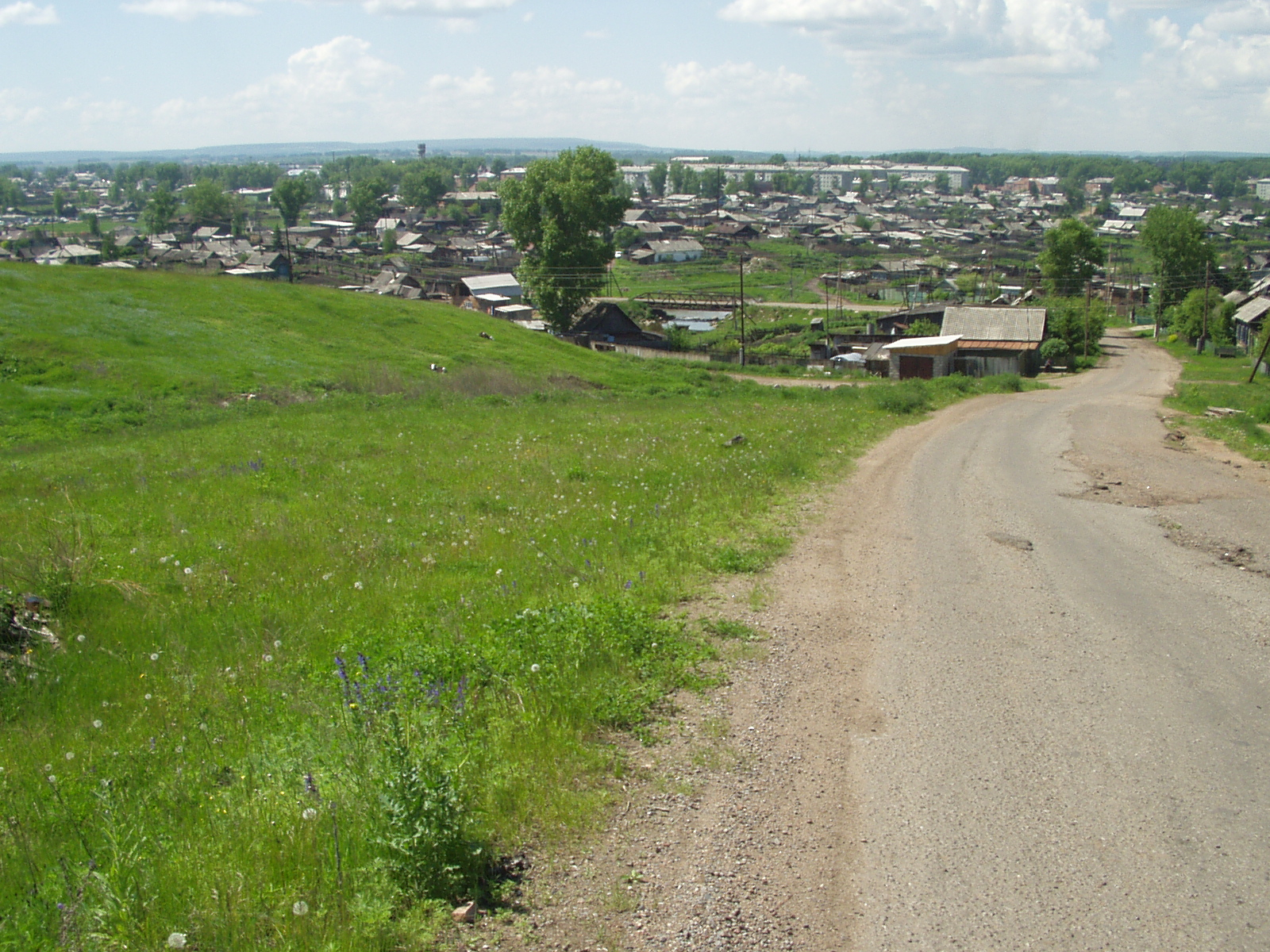
Stadtpanorama
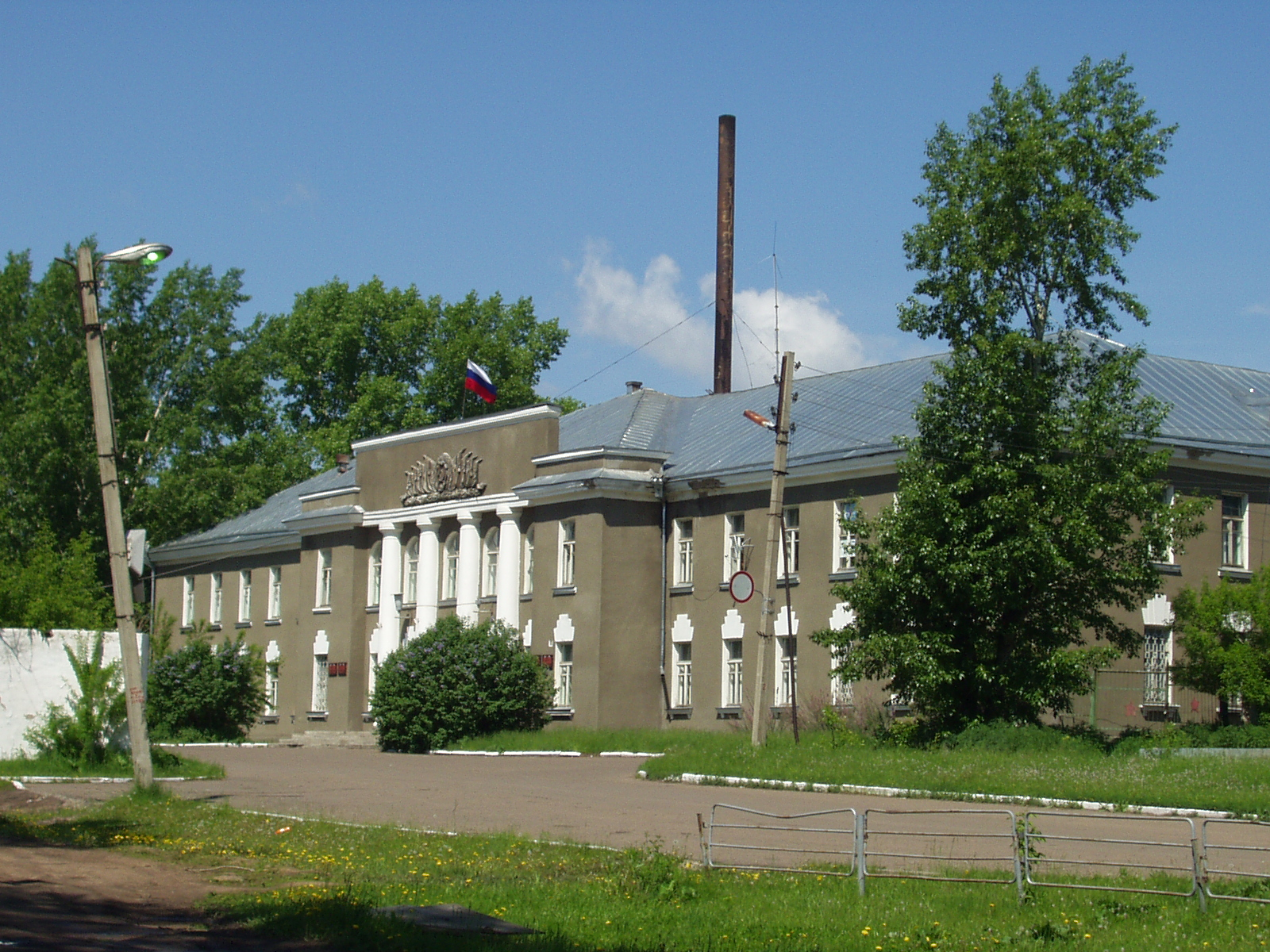
Stadtverwaltung
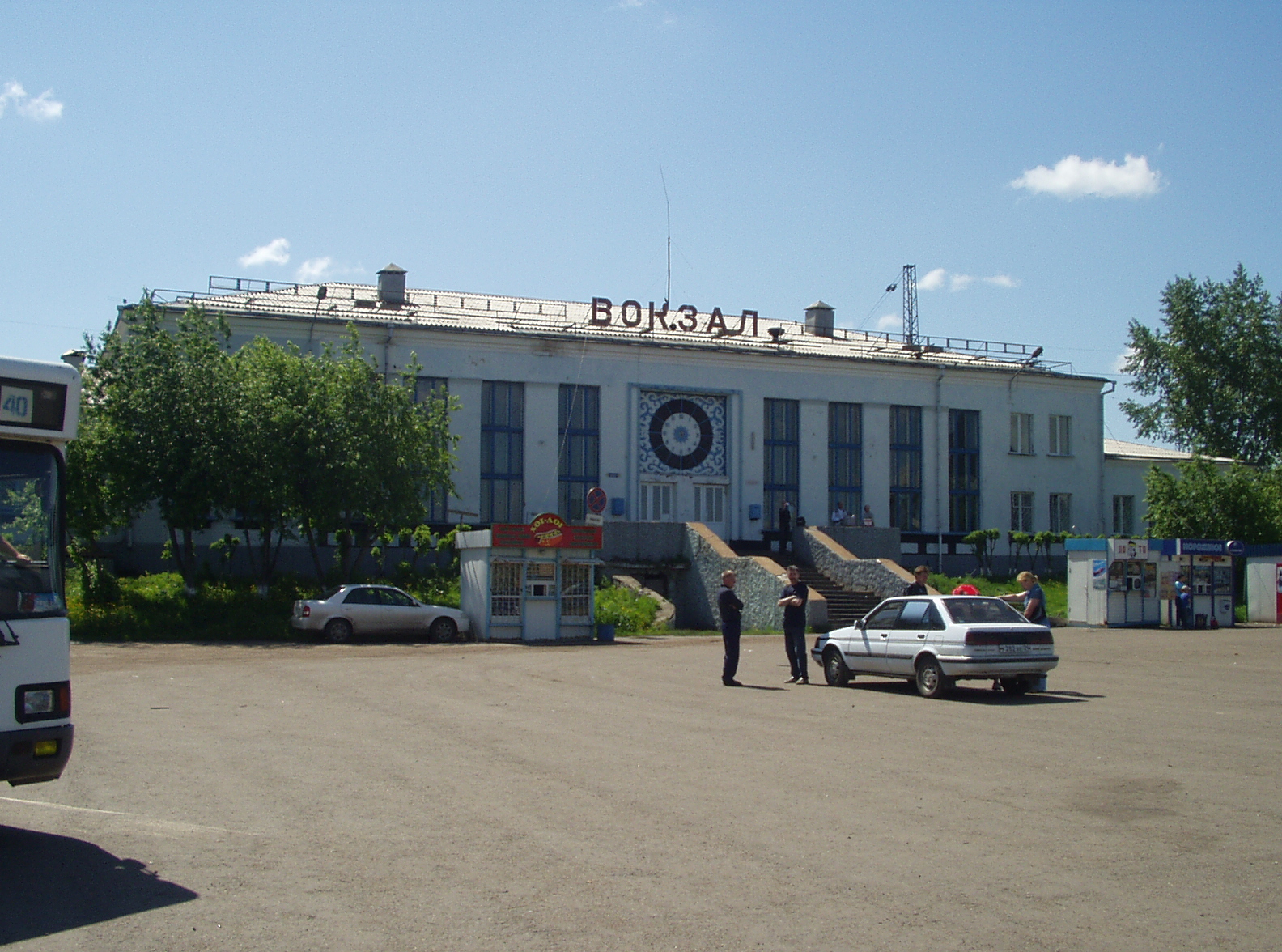
Bahnhof

## Geschichte
Saosjorny wurde als Troizko-Saosjornaja im August 1776 gegründet (von russisch Troiza für Dreifaltigkeit und sa oserom für hinter dem See). 1934 erhielt das Dorf unter dem Namen Saosjorny den Status einer Siedlung städtischen Typs und im Jahr 1948 Stadtrecht.

### Bevölkerungsentwicklung
| Jahr | Einwohner |
| ---- | --------- |
| 1864 | 725       |
| 1911 | 1.860     |
| 1939 | 9.152     |
| 1959 | 34.724    |
| 1970 | 27.216    |
| 1979 | 15.848    |
| 1989 | 15.714    |
| 2002 | 12.476    |
| 2010 | 10.681    |

Anmerkung: ab 1939 Volkszählungsdaten

## Wirtschaft
In der Stadt selbst sind Möbel-, Textil-, Baumaterialien- und Lebensmittelindustrie die bestimmenden Wirtschaftszweige.
In der Gegend zwischen Saosjorny und Borodino wird in Tagebauen (Irscha-Borodino des Kansker Kohlebeckens) Braunkohle gefördert, auf deren Grundlage das nahe gelegene Wärmekraftwerk Krasnojarsk-2 (russisch Krasnojarskaja GRES-2) betrieben wird.